# Campeonato FIBA Asia Femenino
El Campeonato FIBA Asia Femenino es el campeonato internacional de baloncesto disputado entre selecciones del continente asiático, organizado por FIBA Asia, representante en el continente asiático de la Federación Internacional de Baloncesto (FIBA).
Se disputa desde 1965 y actualmente se celebra cada dos años. A su vez, el torneo sirve para clasificar las selecciones nacionales que representaran al continente asiático en las siguientes ediciones de la Copa Mundial de Baloncesto Femenino y los Juegos Olímpicos.
A partir de la edición 2017, los países de FIBA Oceanía también participan en el torneo.

## Historial
| 1965 | Seúl         | Corea del Sur | Sistema de liga | Japón         | Formosa       | Sistema de liga | Filipinas     |
| 1968 | Taipéi       | Corea del Sur | Sistema de liga | Japón         | Formosa       | Sistema de liga | Tailandia     |
| 1970 | Kuala Lumpur | Japón         | Sistema de liga | Corea del Sur | Taiwán        | Sistema de liga | Malasia       |
| 1972 | Taipéi       | Corea del Sur | 66 - 51         | Taiwán        | Tailandia     | 70 - 54         | Indonesia     |
| 1974 | Seúl         | Corea del Sur | Sistema de liga | Japón         | Taiwán        | Sistema de liga | Irán          |
| 1976 | Hong Kong    | China         | Sistema de liga | Corea del Sur | Japón         | Sistema de liga | Malasia       |
| 1978 | Kuala Lumpur | Corea del Sur | Sistema de liga | China         | Japón         | Sistema de liga | Malasia       |
| 1980 | Hong Kong    | Corea del Sur | Sistema de liga | China         | Japón         | Sistema de liga | Malasia       |
| 1982 | Tokio        | Corea del Sur | Sistema de liga | China         | Japón         | Sistema de liga | Macao         |
| 1984 | Shanghái     | Corea del Sur | 62 - 61         | China         | Japón         | 81 - 53         | Filipinas     |
| 1986 | Kuala Lumpur | China         | Sistema de liga | Corea del Sur | China Taipéi  | Sistema de liga | Japón         |
| 1988 | Hong Kong    | Corea del Sur | Sistema de liga | China         | China Taipéi  | Sistema de liga | Japón         |
| 1990 | Singapur     | China         | Sistema de liga | Corea del Sur | Japón         | Sistema de liga | China Taipéi  |
| 1992 | Seúl         | China         | 89 -76          | Corea del Sur | Japón         | 79 - 75         | China Taipéi  |
| 1994 | Sendai       | China         | 74 - 66         | Corea del Sur | Japón         | 92 - 67         | China Taipéi  |
| 1995 | Shizuoka     | China         | 94 - 69         | Corea del Sur | Japón         | 68 - 65         | China Taipéi  |
| 1997 | Bangkok      | Corea del Sur | 74 - 61         | Japón         | China         | 101 - 63        | China Taipéi  |
| 1999 | Shizuoka     | Corea del Sur | 68 - 65         | Japón         | China Taipéi  | 68 - 57         | China         |
| 2001 | Bangkok      | China         | 105 - 76        | Japón         | Corea del Sur | 78 - 63         | China Taipéi  |
| 2004 | Sendai       | China         | 92 - 80         | Japón         | Corea del Sur | 88 - 59         | China Taipéi  |
| 2005 | Qinhuangdao  | China         | 73 - 67         | Corea del Sur | China Taipéi  | 73 - 62         | Japón         |
| 2007 | Incheon      | Corea del Sur | 79 - 73         | China         | Japón         | 73 - 70         | China Taipéi  |
| 2009 | Chennai      | China         | 91 - 71         | Corea del Sur | Japón         | 72 - 57         | China Taipéi  |
| 2011 | Ōmura        | China         | 65 - 62         | Corea del Sur | Japón         | 83 - 56         | China Taipéi  |
| 2013 | Bangkok      | Japón         | 65 - 43         | Corea del Sur | China         | 61 - 53         | China Taipéi  |
| 2015 | Wuhan        | Japón         | 85 - 50         | China         | Corea del Sur | 52 - 45         | China Taipéi  |
| 2017 | Bangalore    | Japón         | 74 - 73         | Australia     | China         | 75 - 51         | Corea del Sur |
| 2019 | Bangalore    | Japón         | 71 - 68         | China         | Australia     | 98 - 62         | Corea del Sur |
| 2021 | Amán         | Japón         | 78 - 73         | China         | Australia     | 88 - 58         | Corea del Sur |
| 2023 | Sídney       | China         | 73 - 71         | Japón         | Australia     | 81 - 59         | Nueva Zelanda |
| 2025 | Shenzhen     | Australia     | 88 - 79         | Japón         | China         | 101 - 66        | Corea del Sur |

## Medallero
| Selección | Selección     | Medalla de oro | Medalla de plata | Medalla de bronce | Total |
| --------- | ------------- | -------------- | ---------------- | ----------------- | ----- |
| 1         | Corea del Sur | 12             | 11               | 3                 | 26    |
| 2         | China         | 12             | 9                | 4                 | 25    |
| 3         | Japón         | 6              | 9                | 12                | 27    |
| 4         | Australia     | 1              | 1                | 3                 | 5     |
| 5         | China Taipéi  | 0              | 1                | 8                 | 9     |
| 6         | Tailandia     | 0              | 0                | 1                 | 1     |